# Чернигов (тральщик)
Чернигов (укр. Чернігів U-310) — морской тральщик проекта 266-М (шифр «Аквамарин», англ. Natya class по классификации НАТО), корабль противоминной обороны морской зоны ВМС Украины. В составе Черноморского флота ВМФ СССР носил название «Зенитчик» и имел бортовые номера С-923 (в 1986 году) и С-924 (в 1984 и 1990 годах), в составе ВМС Украины назывался с 1997 года «Жёлтые Воды», в 2004 году был переименован в «Чернигов».

## Особенности проекта

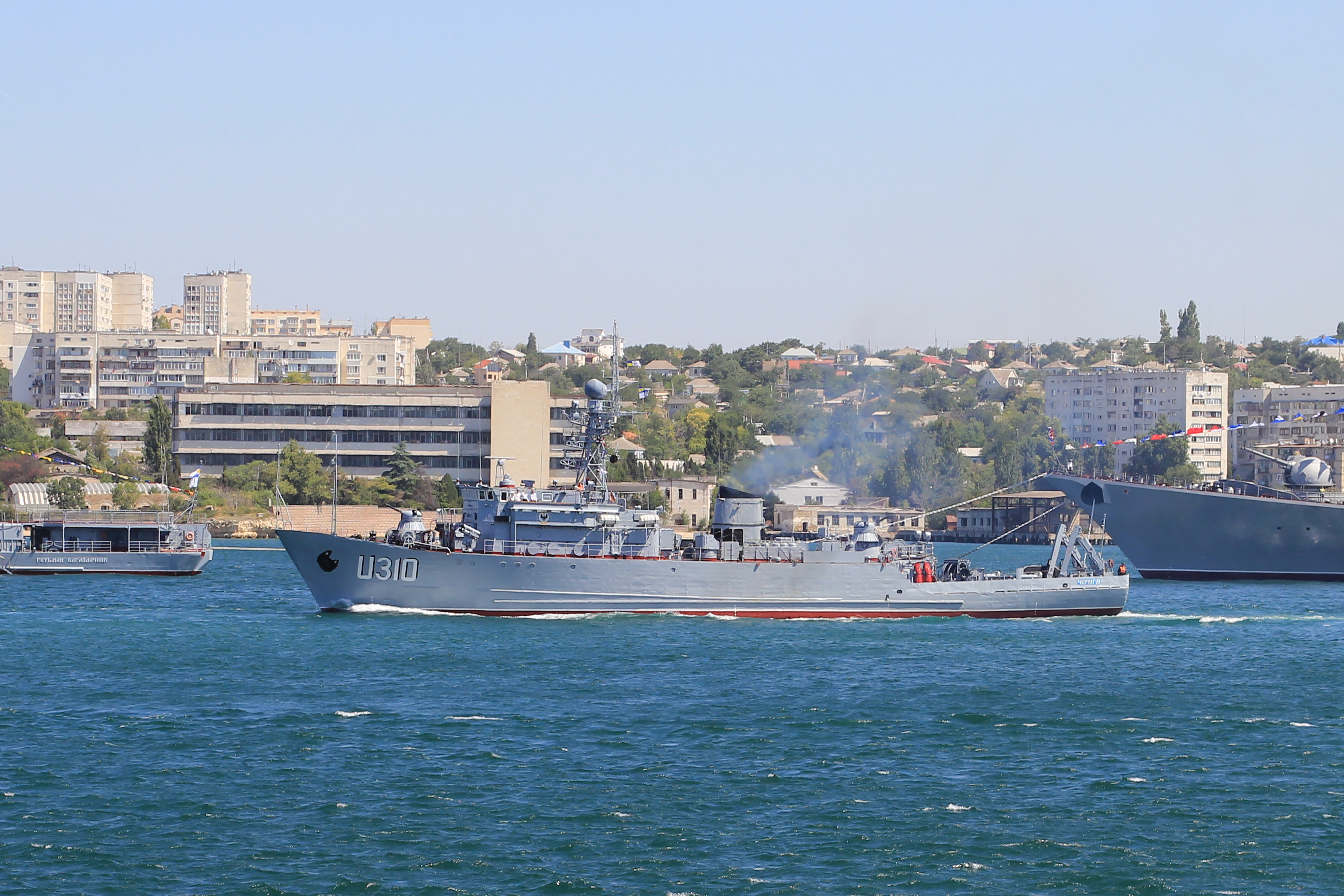
«Чернигов» в 2012 году

Проект 266-М — это модернизация тральщиков проекта 266, которые занимались решением задач противоминной обороны групп боевых кораблей, конвоев, отдельных кораблей и судов в морской и ближней океанской зонах путём поиска и обнаружения морских якорных и донных мин, их траления и уничтожения. Помимо этого, эти корабли были приспособлены для установления активных и оборонительных минных заграждений. В результате эксплуатации тральщиков проекта 266 был выявлен ряд недостатков по сравнению с аналогичными кораблями иностранного производства: в частности, отсутствие средств гидроакустического поиска донных мин и недостаточные мореходные качества. Поскольку в 1960-х появились новые образцы корабельного вооружения и специального оборудования, то возникла необходимость в модернизации проекта.
В 1965 году тактико-техническое задание на разработку нового проекта тральщиков получило Западное проектно-конструкторское бюро. Новый проект отличался от предшественника более совершенным противоминным вооружением: вместо электромагнитного трала был оснащён глубоководным тралом с аппаратурой управления, тралом для уничтожения активных мин, буксируемых телевизионным и комплексным искателями мин, гидроакустической станцией «Мезень», которая обеспечивает обнаружение донных мин. Устройство в кормовой части корабля обеспечило механизацию постановки и выборки тралов. Использование современных маломагнитных материалов корпуса и современных на то время конструктивных решений при проектировании двигательной установки позволили снизить до минимума собственные акустические поля корабля. Кроме того, на новых тральщиках устанавливались средства ПЛО — две РБУ-1200.
Тральщики проекта 266М строились на Средне-Невском и Хабаровском судостроительных заводах в 1970—1978 годах. Всего был построен 31 тральщик данного типа.

## История корабля
Тральщик «Зенитчик» с заводским номером C-928 заложен в 1973 году на стапелях Средне-Невского судостроительного завода и спущен на воду через год. Зачислен в списки ВМФ СССР 10 сентября 1974 в состав Черноморского флота. С 1977 по 1988 годы участвовал в боевых тралениях в Персидском заливе, Суэцком канале, Красном и Средиземном морях. Выходил на боевую службу в Атлантический и Индийский океан.

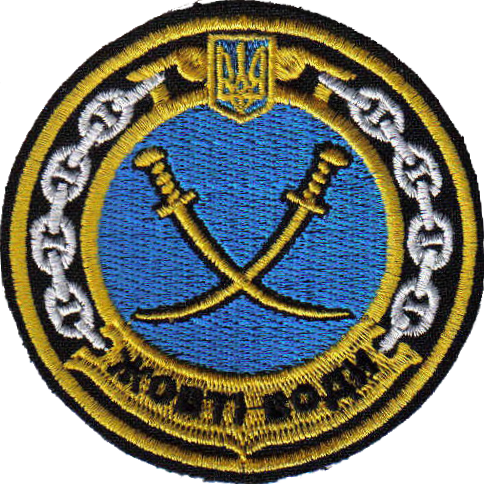

25 июля 1997 передан ВМС Украины, где получил название «Жёлтые Воды», а 18 июня 2004 был переименован в «Чернигов». В том же году участвовал в международных учениях «Кооператив партнёр—2004» и стратегических командно-штабных учениях «Морской рубеж—2004». С 2004 года покровительство над кораблём взяла Черниговская городская государственная администрация.
24 марта 2014 в результате аннексии Крыма Россией корабль перешёл под контроль Российской Федерации. Командир тральщика, капитан 3-го ранга Борис Палий принёс воинскую присягу ВМФ Российской Федерации, вследствие чего военный прокурор Одесского гарнизона возбудил уголовное дело в отношении Палия за дезертирство.